# Daiene Dias
Pour les articles homonymes, voir Dias.
Daiene Marçal Dias (née le 16 mai 1989 à Vitória) est une nageuse brésilienne, spécialiste du Papillon.

## Carrière internationale

### 2007-2015
Daiene commence à nager sous le conseil de son médecin à l'âge de six ans pour soigner une rhinite et une sinusite.
À 18 ans, elle participe aux Jeux panaméricains de 2007 à Rio de Janeiro, où elle remporte la médaille de bronze du 200 m papillon, en battant le record national brésilien avec un temps de 2 min 13 s 35. Il gagne également la médaille de bronze du 4 x 100 m quatre nages, mais la médaille est retirée à l'équipe brésilienne après que Rebecca Gusmao est reconnue coupable de dopage. En outre, elle prend la 4e place du 100 m papillon. Lors de la finale du 100 m papillon, elle bat le record sud-américain avec un temps de 1 min 00 s 48.
En 2007, elle entre en STAPS dans une Université privée de Vitória grâce à une bourse d'études.
Intégrant la délégation nationale brésilienne pour les Jeux panaméricains de 2011 à Guadalajara, elle termine 10e du 100 m papillon et ne rentre pas en finale.
En 2014, aux Championnats du monde en petit bassin à Doha au Qatar, Dias termine 8e du 100 m papillon, et 12e du 50 m papillon. Dias participe aussi au relais brésilien en 4 x 50 m nage libre en 1 min 47 s 20, nouveau record sud-américain.
Lors des Jeux panaméricains de 2015 à Toronto en Ontario au Canada, Dias finit 5e du 100 m papillon.
Aux Championnats du monde de 2015 à Kazan, elle termine à la 9e place du 4 × 100 m 4 nages mixte avec Felipe Lima, Daynara de Paula et João de Lucca, et 31e du 100 m papillon,.

### 2016 -
Aux Jeux olympiques d'été de 2016, elle termine 14e du 100 m papillon.
Lors des Championnats du monde de natation en petite bassin de 2016 à Windsor en Ontario, elle termine 8e de la finale du 100 m papillon; Elle termine également 19e du 50 m papillon.
En 2018, aux Championnats du monde en petit bassin à Hangzhou, en Chine, elle bat le record sud-américain du 100 m papillon lors de la demi-finale en 56 s 40, et en finale, elle remporte la médaille de bronze en battant à nouveau le record sud-américain avec un temps de 56 s 31,.